# 中奧果韋省
中奧果韋省（法語：Moyen-Ogooué）是加蓬的9個省份之一，位於該國中東部，首府蘭巴雷內（Lambaréné），下分2縣，北面是河口省，東北面是沃勒-恩特姆省，東臨奧果韋-伊溫多省，東南面是奧果韋-洛洛省，南接恩古涅省，西面是濱海奧果韋省，面積18,535平方公里。

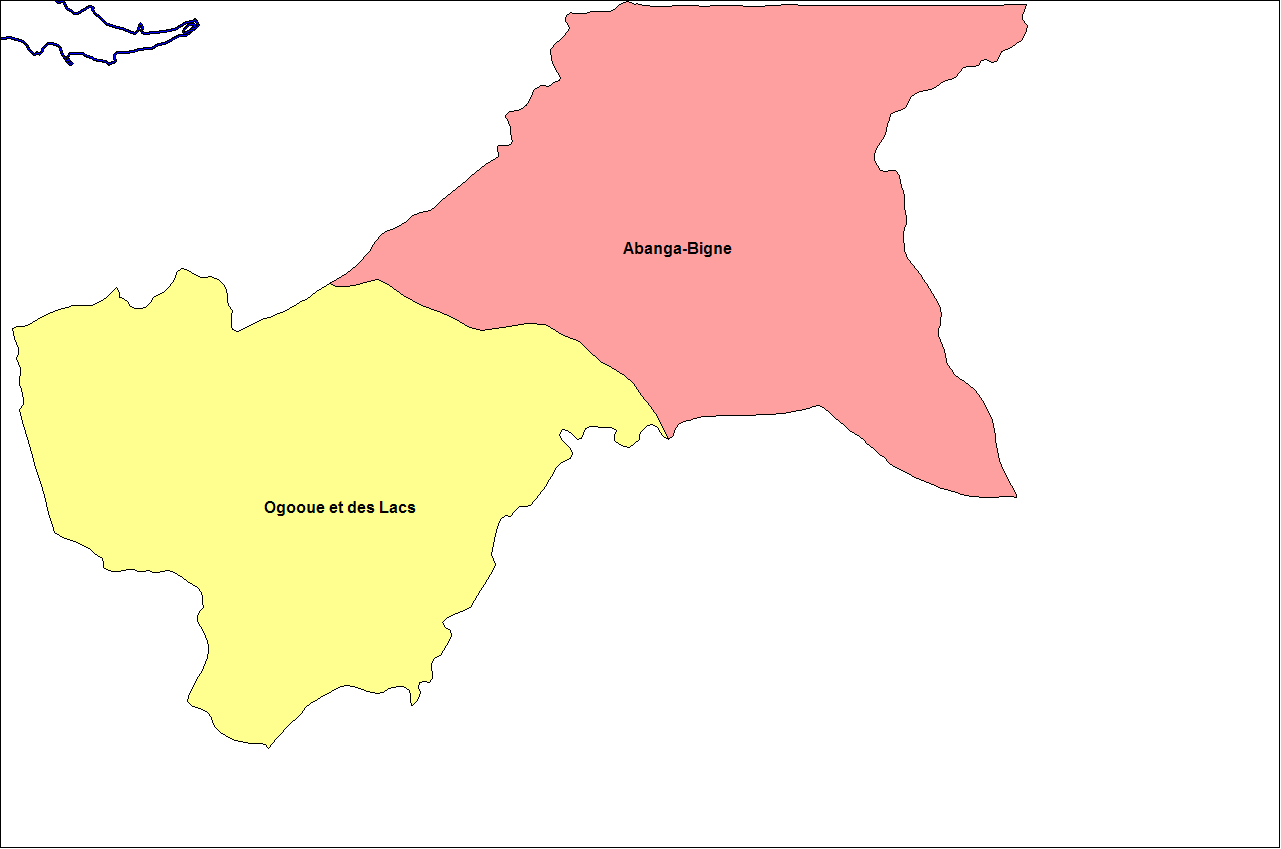
中奧果韋省的縣份